# Hans-Jürgen Veil
Hans-Jürgen Veil (Renania Palatinado, Alemania, 2 de enero de 1946) fue un deportista alemán especialista en lucha grecorromana donde llegó a ser subcampeón olímpico en Múnich 1972.

## Carrera deportiva
En los Juegos Olímpicos de 1972 celebrados en Múnich ganó la medalla de plata en lucha grecorromana de pesos de hasta 57 kg, tras el luchador soviético Rustam Kazakov (oro) y por delante del finlandés Risto Björlin (bronce).